# Sverkergeschlecht
Das Geschlecht der Sverker war eines der beiden Adelsgeschlechter, die von etwa 1130 bis 1250 die königlichen Machthaber in Schweden stellten. Der Name des Geschlechtes kommt von seinem ersten König, Sverker der Ältere. Die gegnerische Seite wurde Eriksgeschlecht genannt.
Könige aus dem Sverkergeschlecht:
- Sverker I. (Schweden), Sverker der Ältere, († um 1156), König von Östergötland und König von Schweden
- Karl Sverkersson († 1167), König von Schweden, siehe Karl VII. (Schweden)
- Sverker II. (Schweden), Sverker der Jüngere, (um 1160–1210), König von Schweden
- Johan Sverkersson, (1201–1222), König von Schweden, siehe Johan Sverkersson